# 軍郷
軍郷（ぐんごう、ぐんきょう）とは、多くの軍事拠点を擁する地域を漠然とさして呼ぶ言葉。特に近現代において、国民国家が擁する軍隊とその関連施設の集中をこのように表現した。字面は、「軍隊の故郷」・「軍隊の町」を意味する。類似表現として、軍都（ぐんと）も使用され、こちらは「軍隊の都市」を意味する。
この語句が指す地域は、中世・近世の日本においては軍事拠点である城を中心に発展した城下町という語句が指す地域と類似した特長を持ち、主に時代によってその呼び名を変化させる。

## 概要
日本では、第二次世界大戦の終戦までは、師団・連隊の駐屯地、陸軍学校、陸軍病院、工廠・軍需工場など、多くの軍関連施設が点在する地域を「軍の故郷」として「軍郷」と呼んでいた。特に首都東京の関東近郊をはじめ、海軍の拠点が置かれた名古屋市、大阪市、広島市などの主要都市には、多くの軍関係施設が設けられ、軍郷○○○（軍郷習志野）、軍都○○（軍都廣島）と呼ばれた地域が存在した。このような都市では、軍隊が地域の産業に大きな影響を及ぼしている場合が多く、軍旗祭や地域の恒例行事を通じて、住民生活に密接に関わっていた場合が多い。これらの都市は、戦時中には、本土空襲の標的にされ、名古屋大空襲のように大規模な空襲が加えられたり、広島や長崎のように原子爆弾が投下され、多大な被害を出した地域もある。
「軍郷」・「軍都」の言葉は、第二次世界大戦の終戦以降、軍の解体にともに使われなくなったが、相模原市（相模原市#終戦時の軍事施設）の都市計画の事例のように旧軍施設の区画割りが戦後の土地利用に反映されることも多く、現在の都市の成り立ちに大きな影響を及ぼしている。

## 軍郷・軍都と呼ばれた都市
北海道
- 旭川（あさひかわ） - 北海道旭川市 - 陸軍
- 月寒（つきさむ） - 北海道札幌市 - 陸軍

東北地方
- 大湊（おおみなと）- 青森県むつ市 - 海軍
- 弘前（ひろさき）- 青森県弘前市 - 陸軍
- 盛岡（もりおか）- 岩手県盛岡市 - 陸軍
- 仙台（せんだい）- 宮城県仙台市 - 陸軍
- 秋田（あきた）- 秋田県秋田市 - 陸軍
- 山形（やまがた） - 山形県山形市 - 陸軍
- 郡山（こおりやま） - 福島県郡山市 - 陸軍
- 若松（わかまつ） - 福島県会津若松市 - 陸軍

関東地方
- 水戸（みと）- 茨城県水戸市 - 陸軍
- 宇都宮（うつのみや） - 栃木県宇都宮市 - 陸軍
- 前橋（まえばし） - 群馬県前橋市 - 陸軍
- 高崎（たかさき） - 群馬県高崎市 - 陸軍
- 熊谷（くまがや）- 埼玉県熊谷市 - 陸軍
- 所沢（ところざわ）- 埼玉県所沢市 - 陸軍
- 佐倉（さくら） - 千葉県佐倉市 - 陸軍
- 四街道（よつかいどう） - 千葉県四街道市 - 陸軍
- 千葉（ちば） - 千葉県千葉市 - 陸軍
- 習志野（ならしの） - 千葉県船橋市・習志野市・八千代市にまたがる地域 - 陸軍
- 柏（かしわ） - 千葉県柏市  - 陸軍
- 松戸（まつど） - 千葉県松戸市  - 陸軍
- 国府台（こうのだい）- 千葉県市川市 - 陸軍
- 木更津（きさらづ） - 千葉県木更津市 - 海軍
- 館山（たてやま）- 千葉県館山市 - 海軍
- 麻布（あざぶ）- 東京都港区 - 海軍
- 赤羽（あかばね）・赤羽台（あかばねだい） - 東京都北区 - 陸軍 (東京兵器補給廠)
- 立川（たちかわ） - 東京都立川市 - 陸軍 (陸軍航空工廠、立川陸軍航空廠)
- 町田・相模原（まちだ・さがみはら） - 東京都町田市・神奈川県相模原市 - 陸軍 (相模陸軍造兵廠) … 原町田および相模原駅を中心に、両市と座間市・大和市・綾瀬市・横浜市瀬谷区旭区・愛川町にまたがる地域で、大規模な軍都計画があった
- 溝ノ口（みぞのくち） -神奈川県川崎市 - 陸軍
- 横須賀（よこすか） - 神奈川県横須賀市 - 海軍 (横須賀鎮守府、横須賀海軍工廠)
- 大船（おおふな） - 神奈川県鎌倉市 - 海軍
- 平塚（ひらつか） - 神奈川県平塚市 - 海軍 (海軍火薬廠)

中部地方
- 新発田（しばた） - 新潟県新発田市 - 陸軍
- 高田（たかだ） - 新潟県上越市 - 陸軍
- 富山（とやま） - 富山県富山市 - 陸軍
- 金沢（かなざわ） - 石川県金沢市 - 陸軍
- 敦賀（つるが） - 福井県敦賀市 - 陸軍
- 鯖江（さばえ） - 福井県鯖江市 - 陸軍
- 甲府（こうふ） - 山梨県甲府市 - 陸軍
- 松本（まつもと） - 長野県松本市 - 陸軍
- 岐阜（ぎふ） - 岐阜県岐阜市 - 陸軍
- 富士宮（ふじのみや）-静岡県富士宮市
- 静岡（しずおか） - 静岡県静岡市 - 陸軍
- 浜松（はままつ） - 静岡県浜松市 - 陸軍
- 名古屋（なごや） - 愛知県名古屋市 - 陸軍 (名古屋陸軍造兵廠)
- 豊橋（とよはし） - 愛知県豊橋市 - 陸軍
- 豊川（とよかわ） - 愛知県豊川市 - 海軍 (豊川海軍工廠)

近畿地方
- 鈴鹿（すずか） - 三重県鈴鹿市 - 海軍
- 久居（ひさい） - 三重県津市 - 陸軍
- 大津（おおつ） - 滋賀県大津市 - 陸軍
- 舞鶴（まいづる） - 京都府舞鶴市 - 海軍 (舞鶴鎮守府、舞鶴海軍工廠)
- 伏見（ふしみ） - 京都府京都市 - 陸軍
- 福知山（ふくちやま） - 京都府福知山市 - 陸軍
- 大阪（おおさか） - 大阪府大阪市 - 陸軍 (大阪砲兵工廠)
- 篠山（ささやま） - 兵庫県丹波篠山市 - 陸軍
- 姫路（ひめじ） - 兵庫県姫路市 - 陸軍
- 奈良（なら） - 奈良県奈良市 - 陸軍
- 和歌山（わかやま） - 和歌山県和歌山市 - 陸軍

中国・四国地方
- 鳥取（とっとり） - 鳥取県鳥取市 - 陸軍
- 松江（まつえ） - 島根県松江市 - 陸軍
- 浜田（はまだ） - 島根県浜田市 - 陸軍
- 岡山（おかやま） - 岡山県岡山市 - 陸軍
- 廣島（ひろしま） - 広島県広島市 - 陸軍
- 福山（ふくやま） - 広島県福山市 - 陸軍
- 呉（くれ） - 広島県呉市 - 海軍 (呉鎮守府、呉海軍工廠)
- 山口（やまぐち） - 山口県山口市 - 陸軍
- 徳島（とくしま） - 徳島県徳島市 - 陸軍
- 松山（まつやま） - 愛媛県松山市 - 陸軍
- 丸亀（まるがめ） - 香川県丸亀市 - 陸軍
- 善通寺（ぜんつうじ） - 香川県善通寺市 - 陸軍
- 高知（こうち） - 高知県高知市 - 陸軍

九州地方
- 小倉（こくら） - 福岡県北九州市- 陸軍 (小倉陸軍造兵廠)
- 久留米（くるめ） - 福岡県久留米市- 陸軍[2]
- 佐世保（させぼ） - 長崎県佐世保市 - 海軍（佐世保鎮守府、佐世保海軍工廠）
- 大村（おおむら） - 長崎県大村市 - 陸軍
- 熊本（くまもと） - 熊本県熊本市 - 陸軍
- 大分（おおいた） - 大分県大分市 - 陸軍
- 都城（みやこのじょう） - 宮崎県都城市 - 陸軍
- 鹿児島（かごしま） - 鹿児島県鹿児島市 - 陸軍・海軍
- 鹿屋（かのや） - 鹿児島県鹿屋市 - 海軍（航空隊）
- 知覧（ちらん） - 鹿児島県南九州市 - 陸軍(航空隊）
- 与那原（よなばる） - 沖縄県島尻郡与那原町 - 陸軍

朝鮮・台湾
- 台北（たいほく） - 台北市- 陸軍
- 台南（たいなん） - 台南市- 陸軍
- 高雄（たかお） - 高雄市- 海軍・陸軍
- 鳳山（ほうざん） - 高雄市鳳山区- 海軍・陸軍
- 大邱 （たいきゅう） - 大韓民国大邱広域市- 陸軍
- 龍山（りゅうさん） - 大韓民国ソウル特別市- 陸軍
- 羅南（らなん） - 朝鮮咸鏡北道清津市羅南区域- 陸軍
- 平壌（へいじょう） - 朝鮮平壌市- 陸軍